# Irish State Coach
oach est une voiture fermée à quatre chevaux utilisée par la famille royale britannique. Il s'agit de la traditionnelle calèche dans laquelle le monarque britannique se rend du palais de Buckingham au palais de Westminster pour la Cérémonie d'ouverture du Parlement du Royaume-Uni.

## Histoire
Le premier Irish State Coach a été construit en 1851 par John Hutton & Sons de Dublin pour Benjamin Guinness. Exposé à la Grande exposition industrielle de 1853, apprécié par la reine Victoria, il fut acheté et livré aux Royal Mews. À partir de 1861, il fut le carrosse ordinaire de la reine, car elle avait décidé de ne plus utiliser le Gold State Coach après la mort du Prince Albert.
Pendant le règne de Édouard VII, lors de la reprise de l'utilisation du Gold State Coach, l'Irish State Coach était mis à la disposition du prince de Galles et décoré de ses insignes. Avant son couronnement sous le nom de George V, l'Irish State Coach avait été envoyé en rénovation dans les ateliers de Barker & Co. (en) à Notting Hill. En 1911, il a été gravement endommagé par un incendie (seule la structure métallique était intacte). Barker l'a complètement reconstruit selon la conception originale en dix-neuf semaines, à temps pour pouvoir être utilisé dans la cérémonie du couronnement.
Après la fin de la Seconde Guerre mondiale, le monarque utilisa habituellement le Irish State Coach (au lieu du Gold Coach) lors de l'ouverture du Parlement, ainsi que pour transporter le roi George VI et la princesse Élisabeth à l'abbaye de Westminster pour son mariage avec Philip Mountbatten. Après 1988, l'Australian State Coach (en) a été utilisé à certaines occasions (surtout par temps froid). En 1989, les restaurateurs du Royal Mews ont procédé à une restauration complète de l'Irish State Coach. Depuis lors, la reine a continué à l'utiliser de façon intermittente.
Alors que la reine utilisait le Diamond Jubilee State Coach (en), l'Irish State Coach a transporté le prince de Galles et la duchesse de Cornouailles lors de la cérémonie d'ouverture du Parlement du Royaume-Uni en 2011.

## Description
L'extérieur est bleu et noir avec une décoration dorée et l'intérieur est recouvert de damas bleu. Il est normalement conduit à deux ou quatre chevaux. Avec plusieurs autres, il est entreposé dans les Royal Mews, où il peut être vu par le public.